# El Constitucionalista
El Constitucionalista fue un tren de pasajeros que brindaba servicios desde Ciudad de México hasta la ciudad de Santiago de Querétaro, y que era operado por Ferrocarriles Nacionales de México en los años 80s.

## Historia

### Antecedentes
Los antecedentes más antiguos de este ferrocarril se remontan a las concesiones que otorgó el gobierno del presidente Porfirio Díaz para la construcción del Ferrocarril Central Mexicano, que tenía un capital mixto: estadounidense y mexicano. Por la parte estadounidense, el capital provenía de la compañía Achison, Topeka, Santa Fe, mientras que por México provenía del gobierno federal. La concesión base permitía construir una línea entre la Ciudad de México y Ciudad Juárez, inaugurada en 1884, a la cual se le agregó un ramal en 1888 al Océano Pacífico pasando por las ciudades de Guadalajara y Querétaro.
En 1908, al final del gobierno porfirista, se crea la compañía gubernamental Ferrocarriles Nacionales de México, que constituye la primera nacionalización de los ferrocarriles por su valor estratégico. Esta primera operación se logra al expropiar y fusionar las compañías Central, el Nacional y el Internacional, junto con otras compañías menores con lo cual, se logran 11,117 kilómetros de vías férreas nacionalizadas. Entre 1910 y 1929, el estado de esas líneas era incierto, ya que cayeron en manos de los diferentes grupos que combatieron durante la Revolución Mexicana.

### Años 80s
Durante el Plan de Desarrollo Ferrocarrilero de 1973 a 1986, el tren ha sufrido cambios que, el gobierno de México con la Secretaría de Comunicaciones y Transportes (SCT) destino con la  rehabilitación de coches y vías, y adquisición de nuevo equipo. El gobierno pretendía recuperar esta inversión en 10 años tomando en cuenta el deseo de la empresa ofrecer al público-turistas y viajeros de ingresos medios y bajos- un transporte económico, seguro, cómodo y limpio.
El Tren fue muy bien aprovechado durante el Campeonato de la Copa Mundial de Fútbol de México de 1986 para trasladar a los aficionados a Querétaro una de las sedes oficiales; de la estación del tren salían transportes rumbo al estadio Corregidora de fútbol y viceversa.

### Finalización de Operaciones
Entre 1996 a 1997, el presidente Ernesto Zedillo, desincorporo del estado a la empresa paraestatal Ferrocarriles Nacionales de México y se dan por finalizadas las operaciones de transporte de pasajeros en todo el país.
Tras ser de nuevo privatizada la red ferrocarrilera en 1997, Kansas City Southern de México decidió finalizar la ruta El Constitucionalista de forma idefinida con el Tren Eléctrico de Pasajeros México-Querétaro.

### Reanudación:Tren Ciudad de México-Querétaro
Después de años de incertidumbre, en febrero de 2020 la Secretaría de Comunicaciones y Transportes declaró que la iniciativa sería retomada, una vez que se concluyera el Tren Maya. El 14 de julio, la SCT anunció que la licitación del proyecto se lanzaría a más tardar ese mismo año. El 5 de octubre del 2020, el gobierno de Andrés Manuel López Obrador y representantes de la Iniciativa Privada presentaron un plan de inversión del sector privado, que incluía 39 proyectos, en medio de la crisis por el COVID-19. El proyecto apareció con el número 21 dentro de este plan anunciado junto con empresarios.

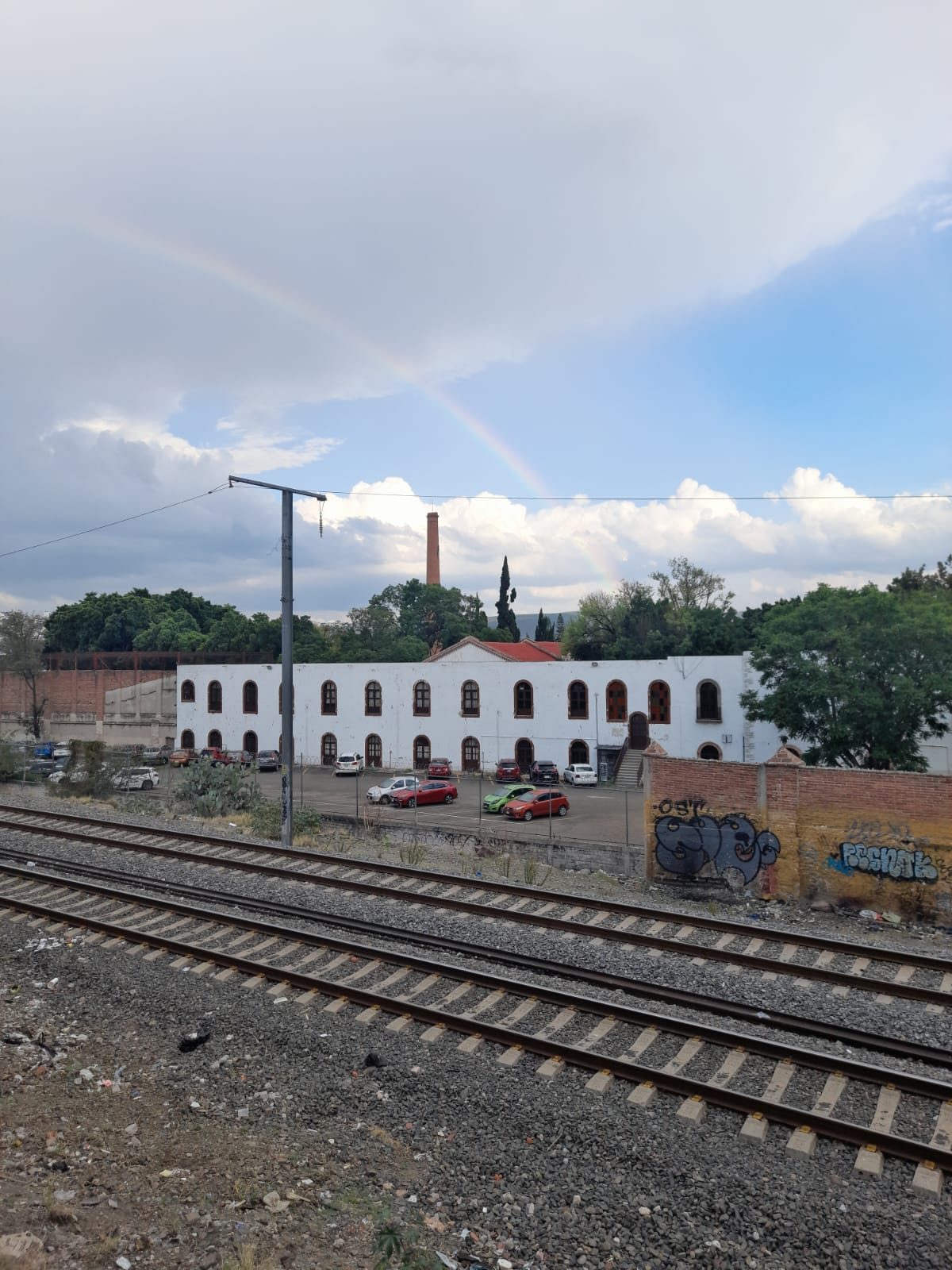
Vías que se esperaban usar para el proyecto

El 13 de julio de 2023 el gobierno de Andrés Manuel López Obrador (AMLO) anuncio la firma del convenio con la empresa ferroviaria Kansas City Southern de México para poder seguir con la obra de trenes de pasajeros, tras el colapso de la autopista México Querétaro. De acuerdo con el presidente de Kansas City Southern de México, Oscar Augusto Del Cueto, se había dado inicio a estudios de evaluación para el trazo de vía del tren de alta velocidad, para facilitar el tránsito del tren, así como reutilizando las antiguas concesiones de vías del tren de carga.
El 20 de noviembre de 2023, Andrés Manuel López Obrador anuncia la reactivación de siete rutas de trenes de pasajeros tras un decreto. Dos de las cuales incluyen la ruta Ciudad de México- Querétaro:
- Tren Ciudad de México–Querétaro–León–Aguascalientes,
- Tren Ciudad de México–Querétaro–Guadalajara–Tepic–Mazatlán–Nogales

El 22 de enero de 2024, el presidente Andrés Manuel López Obrador en su visita en Querétaro aviso sobre que al terminar su administración dejará lista la concesión para que el próximo gobierno pueda iniciar la construcción del tren de alta velocidad. Después, la Canadian Pacific Kansas City (CKPC) diria que a finales de mayo de 2024 presentará un nuevo estudio para la ruta en México-Querétaro, que presentaría una evidente demanda diaria.
El 28 de junio de 2024 la presidenta electa Claudia Sheinbaum en su rueda de prensa afirmó la reanudación de la construcción del proyecto Tren Ciudad de México-Querétaro para el 2025 y añadió la conversación con el actual secretario de Hacienda, Rogelio Ramírez de la O, quien le aseguró que existen los recursos necesarios para llevar a cabo la construcción da la obra.
El 10 de julio de 2024 la virtual presidenta Claudia Sheinbaum anuncia el proyecto que va a conectar por la Ciudad de México, la ciudad de Querétaro y la ciudad de Guadalajara, pasando también por los estados de Hidalgo y México.
La empresa ferroviaria Canadian Pacific Kansas City (CPKC) informó que, tras un estudio realizado, se concluyó que la construcción y puesta en marcha del tren Ciudad de México a Querétaro llevará de 4,5 a 5 años. Dentro del estudio mencionado, se encontró que este tren puede tener una velocidad máxima de 200 km/h a en ciertos tramos de la ruta Ciudad de México-Querétaro, pero en promedio serían 120 km/h, con una inversión de entre 13 a 14 mil millones de dólares para los próximos cinco años.
El 13 de octubre de 2024 la presidenta Claudia Sheinbaum por su visita a Querétaro, inició trabajos preliminares para el tramo Ciudad de México|Querétaro comenzando desde la estación Buenavista hasta la nueva estación en Querétaro, ubicado en el Aeropuerto Internacional de la misma ciudad. 
El proyecto seguirá la ruta similar al antiguo tren El Constitucionalista y el Tren eléctrico México-Querétaro y los trabajos de construcción del tren comenzaron el 27 de abril de 2025 y se espera que finalicen en octubre de 2027.